# Стрибок з даху
«Стрибок з даху» (рос. «Прыжок с крыши») — радянський драматичний художній фільм 1977 року, знятий режисером Володимиром Григор'євим на кіностудії «Ленфільм».

## Сюжет
Талановитий вчений Ростислав Любешкін, який не вміє постояти за себе, змушений піти з інституту. Рядовий бухгалтер Косичкін намагається захистити Любешкіна, якого він майже не знає, через що його знижують на посаді, дружина вважає його скандалістом і невдахою, а колеги зі зловтіхою чекають результатів ревізії.

## У ролях
- Віталій Соломін — Кирило Косичкін, бухгалтер-фінансовий ревізор
- Марія Соломіна — Даша, наречена Кирила, продавчиня
- Майя Булгакова — Анна Олександрівна Любешкіна, дружина вченого
- Лариса Мальованна — Маргарита Сергіївна, директорка інституту
- Анатолій Адоскін — Ростислав Андрійович Любешкін, вчений-теоретик
- Едда Урусова — Олена Степанівна, академік
- Юрій Соловйов — Василь Іванович, начальник фінвідділу
- Аліна Ольховая — Зіна, стара знайома Кирила
- Зінаїда Шарко — бабуся Ксюши, сусідка
- Ірина Плескунова — Ксюша
- Олександра Пасинкова — гостя на ювілеї в ресторані
- Георгій Штиль — перехожий
- Віктор Михайлов — епізод
- Володимир Летенков — покупець
- Сергій Масарський — покупець
- Наталія Данилова — Муся, продавчиня книгарні
- Л. Прокопенко — гість

## Знімальна група
- Режисер — Володимир Григор'єв
- Сценаристи — Євген Габрилович, Соломон Розен
- Оператор — Володимир Васильєв
- Композитор — Аркадій Гагулашвілі
- Художник — Борис Бурмістров